# Anabta
Anabta es una ciudad palestina que se encuentra en el norte de Cisjordania. De acuerdo a la Oficina Central de Estadísticas, la ciudad tenía una población de 7329 personas en 2007. Su administración depende del consejo municipal y es uno de los municipios más antiguos de la gobernación de Tulkarem. La ciudad tiene un área urbana de 1,3 km² aproximadamente. La mayor parte de su superficie lo ocupan terrenos de cultivo de aceitunas, higos, almendras o está cubierta de bosques. El agua se suministra a través de cinco pozos subterráneos.

## Etimología
Se cree que el origen del nombre Anabta proviene de dos sílabas: la primera es "anab" y "ta", que es una palabra que significa en el antiguo pueblo arameo y sirio de uvas.

## Geografía

### Sitio
La ciudad de Anabta se encuentra en la parte noroeste de Cisjordania, en la parte oriental de la ciudad de Tulkarm, con una distancia de no más de 9 km, y desde allí pasa la carretera principal Nablus - Tulkarm.

### Accidentes geográficos
Anabta se construyó en una colina de montaña, que se extiende entre (160 - 240) metros sobre el nivel del mar, con vistas al lado occidental de los valles de Al-Burj, Al-Banqaf, Al-Ashqar y Jabal Al-Mantar, y en el lado oriental de las montañas Sheikh Issa y Al-Shayfat. En cuanto al norte y noroeste, domina las cabezas del rey y la montaña de Tulul, y desde el sur domina las montañas de Abu al-Izz, Merka, Abu Hashish.

### Fronteras
La ciudad de Anabta limita al norte con la ciudad de Balaa, al oeste con la ciudad de Tulkarm, al este con las aldeas de Bazarya y Ramen, mientras que desde el sur limita con la ciudad de Kafr al-Labad.

## Población
Actualmente, Anabta tiene una población de aproximadamente 7,271 personas, todos musulmanes, según el censo de población de 2017 realizado por la Oficina Central de Estadística de Palestina.

## Municipio de Anabta
El municipio de Anabta se estableció el 15 de junio de 1922, sobre la base de un consejo local, compuesto por miembros elegidos, que se ocupan de asuntos de salud, agua, iluminación, construcción de escuelas y otros. Supervisa la apertura y pavimentación de calles, organiza tiendas en el mercado comercial y suministra agua y electricidad a los hogares.
- Datos: Q2701952
- Multimedia: Anabta / Q2701952